# 新松戶車站
新松戶車站（日语：／ Shin-matsudo eki */?）是一由東日本旅客鐵道（JR東日本）所經營的鐵路車站，位於日本千葉縣松戶市幸谷，是JR東日本在東京都會圈東郊的兩條主要幹線——常磐線與武藏野線的交匯車站，但在路線劃分上新松戶是被歸屬在常磐線沿線，是JR東日本東京支社管轄範圍下的車站之一。在兩條通過的路線中，行駛常磐線的列車僅有每站皆停的車等（常磐緩行線）才會停靠，因此其車站編號採用代表常磐緩行線的JL25，與武藏野線的JM15。
除了JR東日本本身所擁有的兩條路線外，在新松戶車站西側、隔著站前圓環可以見到千葉縣當地的小型鐵路公司流鐵所經營的幸谷車站，與JR路線之間的轉車便利。

## 車站
在新松戶車站這裡，武藏野線與常磐線是以立體的方式呈接近垂直方向交叉，其中武藏野線位於高架路線上，常磐線位於地面層，而車站唯一的出入口則位於武藏野線高架路軌下方、常磐線西側的地面層。因此從車站若欲前往常磐線東側，則需在出車站後利用常磐線下方的人行地下道才能到達。
在月台的佈局方面，武藏野線為高架路線常見的一對對向式月台兩條乘車線配置，但上下行兩條路線的軌道高度有點落差，往西船橋（下行）方向的4號線，高程較往府中本町（上行）方向的3號線略低一些。常磐線在新松戶車站這裡實際上有四條路線，但僅有靠東側的兩線才設有島式月台一座，供每站皆停的常磐緩行線列車停靠，至於西側的兩線則是常磐線本線上的長途列車專用。
新松戶車站與鄰站新八柱之間是JR東日本旗下東京與千葉兩個支社的管轄區域界線，其中新松戶往南流山方向的武藏野線是東京支社的管轄範圍。

### 月台配置
| 月台    | 路線               | 方向 | 目的地                           |
| ------- | ------------------ | ---- | -------------------------------- |
| 2樓月台 |                    |      |                                  |
| 1       | 常磐線（各站停車） | 下行 | 往柏、我孫子、取手方向           |
| 2       | 常磐線（各站停車） | 上行 | 往松戶、北千住、代代木上原方向   |
| 3樓月台 |                    |      |                                  |
| 3       | 武藏野線           | 上行 | 往南浦和、武藏浦和、府中本町方向 |
| 4       | 武藏野線           | 下行 | 往西船橋、南船橋、舞濱、東京方向 |

（來源：JR東日本:車站構內圖 （页面存档备份，存于））

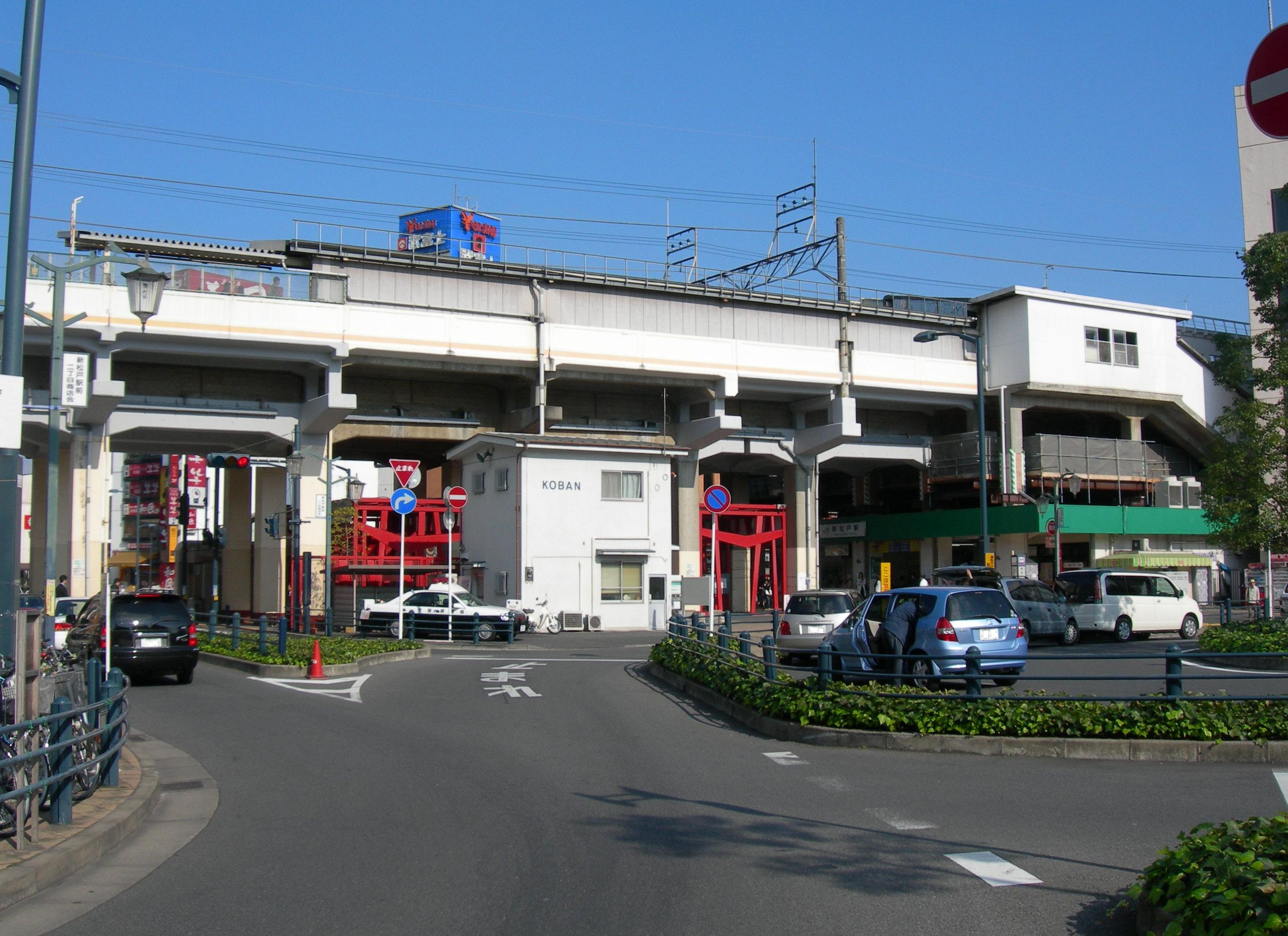
車站全景（2007年11月）
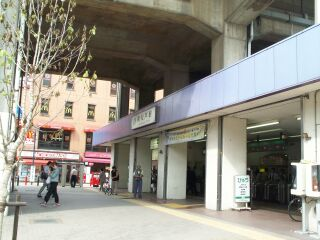
舊站入口、高架是武藏野線（2003年6月）
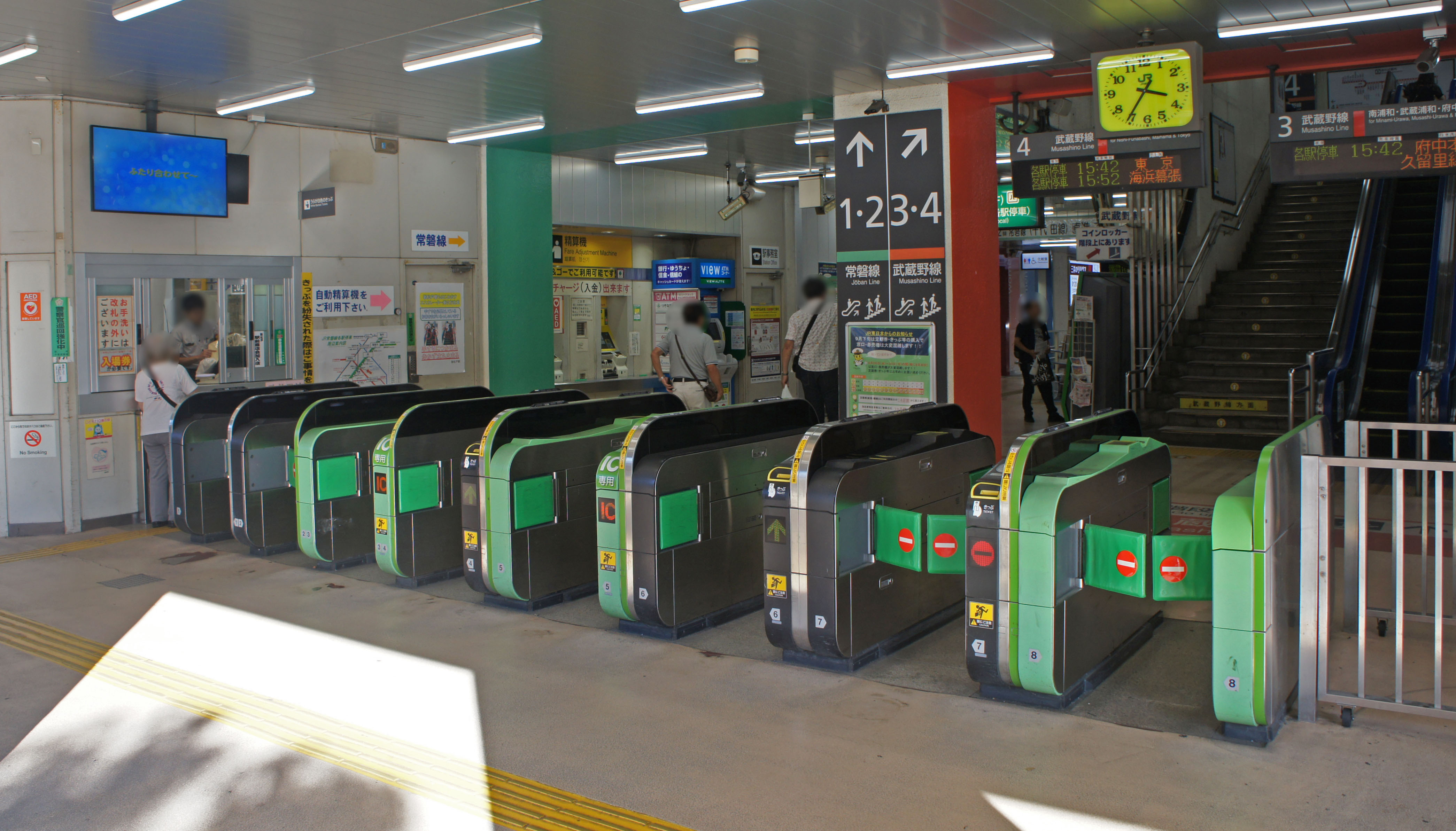
閘口（2019年9月）
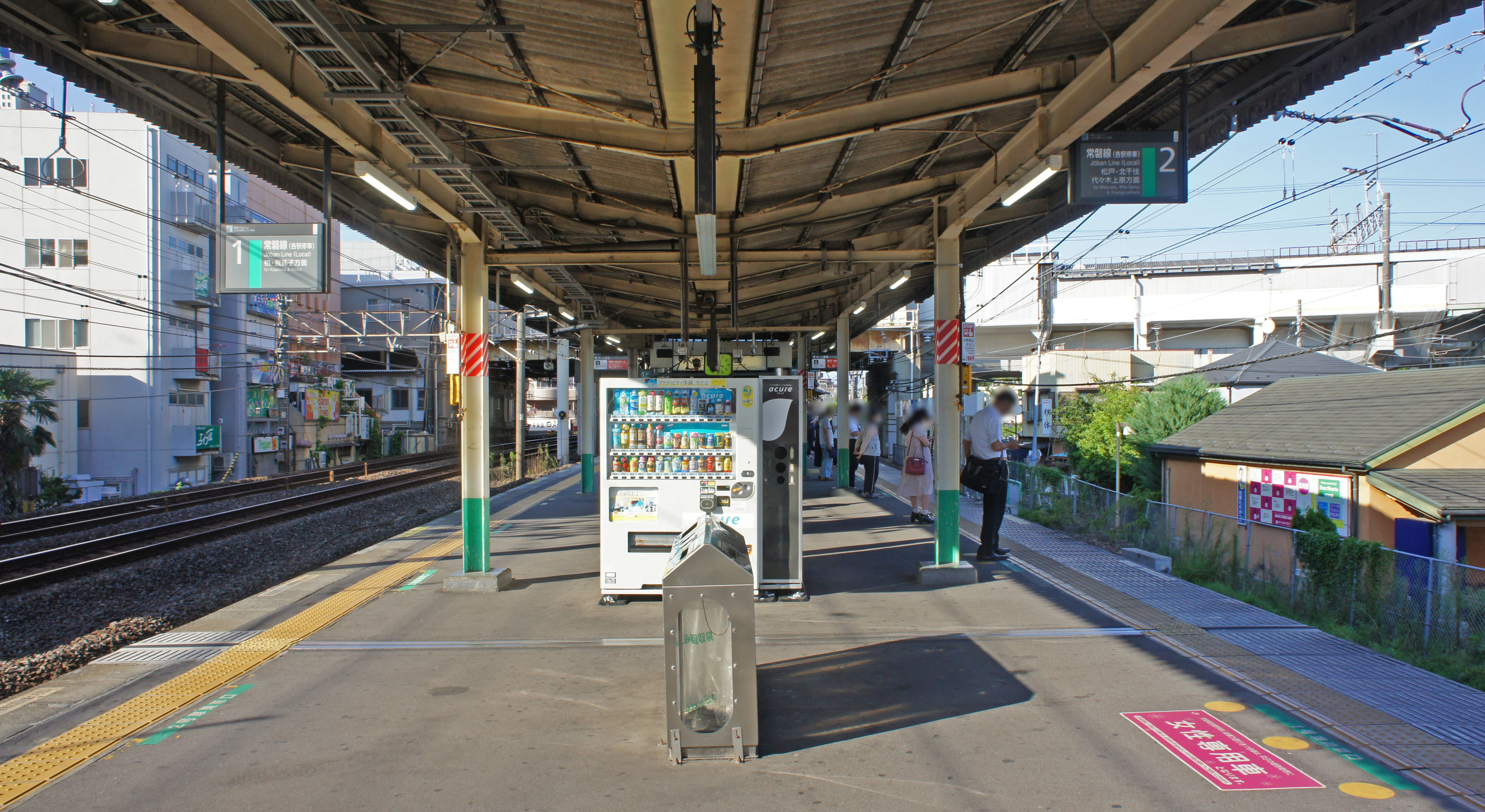
1、2號月台（常磐線）（2019年9月）
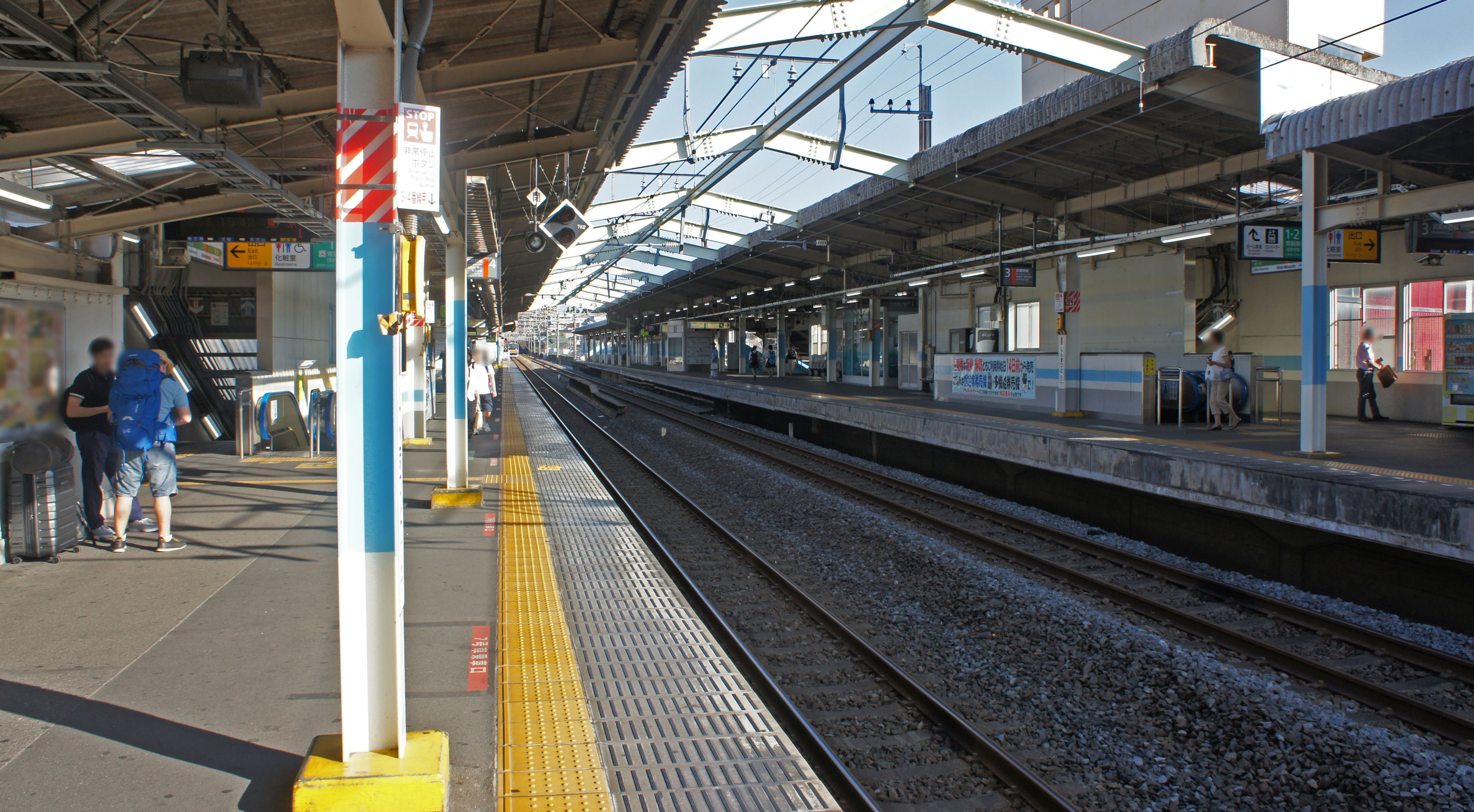
3、4號月台（武藏野線）（2019年9月）

### 路線配置圖
| | ↑ 往南浦和、西國分寺、府中本町、梶谷貨物總站方向 |                                |
| ← 往北千住、上野 東京、品川 、代代木上原、 田端信號場、 新小岩信號場 方向                                                                                      | 東日本旅客鐵道 新松戶站周邊的配置略圖            | → 往柏、取手、 土浦、水戶 方向 |
| | ↓ 往西船橋、東京、海濱幕張方向                   |                                |
| 图例 参考文献： * 高橋政士 「」圖6-A與圖6-B、「」，《鐵道畫刊》第58卷9號（通卷第808號） p.53～54，電氣車研究會 出版 ※ 本圖省略馬橋和流鐵流山線的路線配置說明。 |                                                  |                                |

## 車站周邊
新松戶車站的周圍，是以常磐線作為界線，常磐線以西是車站名的由來、在原本的農業地區進行開發而形成的新住宅區「新松戶」，除了一般的獨棟住宅外，也有許多中高密度的集合住宅與商店街。而常磐線以西的地區則被稱為「幸谷」，是一個在田野與山林地間夾雜著住宅的低密度開發地帶。

## 使用情況
2019年（令和元年）度1日平均上車人次為39,140人。武藏野線內26個車站當中第7位。
根據JR東日本與千葉縣統計年鑑，1日的平均上車人次的推移如下表。
| 年度               | 1日平均 上車人次 | 來源     |
| ------------------ | ---------------- | -------- |
| 1990年（平成02年） | 37,627           | [ * 1 ]  |
| 1991年（平成03年） | 39,141           | [ * 2 ]  |
| 1992年（平成04年） | 40,445           | [ * 3 ]  |
| 1993年（平成05年） | 40,811           | [ * 4 ]  |
| 1994年（平成06年） | 40,476           | [ * 5 ]  |
| 1995年（平成07年） | 40,480           | [ * 6 ]  |
| 1996年（平成08年） | 40,222           | [ * 7 ]  |
| 1997年（平成09年） | 39,146           | [ * 8 ]  |
| 1998年（平成10年） | 38,568           | [ * 9 ]  |
| 1999年（平成11年） | 38,358           | [ * 10 ] |
| 2000年（平成12年） | 37,974           | [ * 11 ] |
| 2001年（平成13年） | 37,878           | [ * 12 ] |
| 2002年（平成14年） | 38,140           | [ * 13 ] |
| 2003年（平成15年） | 38,229           | [ * 14 ] |
| 2004年（平成16年） | 38,439           | [ * 15 ] |
| 2005年（平成17年） | 37,630           | [ * 16 ] |
| 2006年（平成18年） | 36,858           | [ * 17 ] |
| 2007年（平成19年） | 37,094           | [ * 18 ] |
| 2008年（平成20年） | 36,647           | [ * 19 ] |
| 2009年（平成21年） | 36,192           | [ * 20 ] |
| 2010年（平成22年） | 35,834           | [ * 21 ] |
| 2011年（平成23年） | 35,784           | [ * 22 ] |
| 2012年（平成24年） | 36,288           | [ * 23 ] |
| 2013年（平成25年） | 37,285           | [ * 24 ] |
| 2014年（平成26年） | 36,911           | [ * 25 ] |
| 2015年（平成27年） | 37,926           | [ * 26 ] |
| 2016年（平成28年） | 38,438           | [ * 27 ] |
| 2017年（平成29年） | 39,015           | [ * 28 ] |
| 2018年（平成30年） | 39,325           |          |
| 2019年（令和元年） | 39,140           |          |

## 相鄰車站
東日本旅客鐵道
 常磐線（各站停車）
馬橋（JL 24）－新松戶（JL 25）－北小金（JL 26）
 武藏野線
新八柱（JM 14）－新松戶（JM 15）－南流山（JM 16）

### 使用情況
1. ↑  千葉県統計年鑑 （页面存档备份，存于） - 千葉県

JR東日本2000年度以後上車人次
1. ↑  各駅の乗車人員（2000年度） （页面存档备份，存于） - JR東日本
2. ↑  各駅の乗車人員（2001年度） （页面存档备份，存于） - JR東日本
3. ↑  各駅の乗車人員（2002年度） （页面存档备份，存于） - JR東日本
4. ↑  各駅の乗車人員（2003年度） （页面存档备份，存于） - JR東日本
5. ↑  各駅の乗車人員（2004年度） （页面存档备份，存于） - JR東日本
6. ↑  各駅の乗車人員（2005年度） （页面存档备份，存于） - JR東日本
7. ↑  各駅の乗車人員（2006年度） （页面存档备份，存于） - JR東日本
8. ↑  各駅の乗車人員（2007年度） （页面存档备份，存于） - JR東日本
9. ↑  各駅の乗車人員（2008年度） （页面存档备份，存于） - JR東日本
10. ↑  各駅の乗車人員（2009年度） （页面存档备份，存于） - JR東日本
11. ↑  各駅の乗車人員（2010年度） （页面存档备份，存于） - JR東日本
12. ↑  各駅の乗車人員（2011年度） （页面存档备份，存于） - JR東日本
13. ↑  各駅の乗車人員（2012年度） （页面存档备份，存于） - JR東日本
14. ↑  各駅の乗車人員（2013年度） （页面存档备份，存于） - JR東日本
15. ↑  各駅の乗車人員（2014年度） （页面存档备份，存于） - JR東日本
16. ↑  各駅の乗車人員（2015年度） （页面存档备份，存于） - JR東日本
17. ↑  各駅の乗車人員（2016年度） （页面存档备份，存于） - JR東日本
18. ↑  各駅の乗車人員（2017年度） （页面存档备份，存于） - JR東日本
19. ↑  各駅の乗車人員（2018年度） （页面存档备份，存于） - JR東日本
20. ↑  各駅の乗車人員（2019年度） （页面存档备份，存于） - JR東日本

千葉縣統計年鑑
1. ↑  .   [2020-07-27]. （原始内容存档于2020-01-08）.
2. ↑  .   [2020-07-27]. （原始内容存档于2020-01-08）.
3. ↑  .   [2020-07-27]. （原始内容存档于2020-01-08）.
4. ↑  .   [2020-07-27]. （原始内容存档于2020-01-08）.
5. ↑  .   [2020-07-27]. （原始内容存档于2020-01-08）.
6. ↑  .   [2020-07-27]. （原始内容存档于2020-01-08）.
7. ↑  .   [2020-07-27]. （原始内容存档于2020-01-08）.
8. ↑  .   [2020-07-27]. （原始内容存档于2020-01-08）.
9. ↑  .   [2020-07-27]. （原始内容存档于2020-01-08）.
10. ↑  .   [2020-07-27]. （原始内容存档于2017-09-30）.
11. ↑  .   [2020-07-27]. （原始内容存档于2017-09-30）.
12. ↑  .   [2020-07-27]. （原始内容存档于2017-09-30）.
13. ↑  .   [2020-07-27]. （原始内容存档于2017-09-30）.
14. ↑  .   [2020-07-27]. （原始内容存档于2017-09-30）.
15. ↑  .   [2020-07-27]. （原始内容存档于2017-09-30）.
16. ↑  .   [2020-07-27]. （原始内容存档于2020-01-08）.
17. ↑  .   [2020-07-27]. （原始内容存档于2020-01-08）.
18. ↑  .   [2020-07-27]. （原始内容存档于2020-01-08）.
19. ↑  .   [2020-07-27]. （原始内容存档于2017-08-30）.
20. ↑  .   [2020-07-27]. （原始内容存档于2017-08-30）.
21. ↑  .   [2020-07-27]. （原始内容存档于2017-08-30）.
22. ↑  .   [2020-07-27]. （原始内容存档于2017-08-30）.
23. ↑  .   [2020-07-27]. （原始内容存档于2017-08-30）.
24. ↑  .   [2020-07-27]. （原始内容存档于2017-08-11）.
25. ↑  .   [2020-07-27]. （原始内容存档于2017-08-11）.
26. ↑  .   [2020-07-27]. （原始内容存档于2017-08-11）.
27. ↑  .   [2020-07-27]. （原始内容存档于2020-04-24）.
28. ↑  .   [2020-07-27]. （原始内容存档于2020-04-24）.

## 外部連結
- 車站資訊（新松戶）：東日本旅客鐵道

35°49′31.5″N 139°55′16″E / 35.825417°N 139.92111°E